# Lettere di una novizia
Lettere di una novizia è un romanzo di Guido Piovene del 1941. È un romanzo epistolare: la vicenda viene ricostruita attraverso le lettere che i protagonisti si scambiano tra loro.

## Trama
Nella prima lettera Margherita, detta Rita, una novizia prossima alla monacazione, confessa a Don Giuseppe Scarpa di non essere convinta della sua vocazione. Sottopone così al prete un resoconto della sua infanzia affinché egli possa emettere il suo giudizio e spiegare il senso di certi avvenimenti, cosa che lei non è in grado di fare.
Gli ultimi anni della sua fanciullezza li ha trascorsi con i nonni paterni, dopo la precoce morte del padre e a causa dell'incapacità della madre di svolgere il suo ruolo genitoriale, spesso vittima di crisi amorose. Nonostante non se ne curi, è gelosissima della figlia e tende ad allontanare le persone che al suo posto dimostrano affetto nei confronti della ragazzina.
Il nonno era uno che in casa si dava da fare con piccole riparazioni domestiche; sua peculiarità era una punta di avarizia. La nonna invece non osava sgridare mai la nipote ritenendola troppo sensibile per tollerare un castigo; per questo per rimproverarla aveva escogitato un metodo indiretto: scrivere delle lettere firmate da Gesù. Tuttavia anche da queste lettere la ragazzina rimaneva molto scossa e profondamente ferita; malgrado fosse a conoscenza che la vera autrice di esse fosse la nonna, la sua fede in Dio continuava ad essere ferma ed indissolubile.
La bambina si sente sola e abbandonata dalla madre. Da adulta crede che l'aver trovato il primo amore in due deboli vecchi l'abbia segnata per sempre. Sente l'amore come “precario e condannato”, prova sfiducia nella naturalezza degli attaccamenti e per questo decide di vivere sempre sola. La vita della bambina seppur vuota e priva dell'affetto materno procede tranquilla e priva di affanni degni di nota. Tuttavia una volta si inventa che la cameriera Maria la picchia, ma il nonno non le crede e anzi la accusa di essere un'ipocrita e una bugiarda. Dopo questo evento si stabilisce di mandarla in collegio. Riferisce (nella lettera) che gli anni della sua adolescenza sono stati un letargo. Inaridì in poco tempo, divenne docile e fredda, perse anche la fede ma continuò a credere per inerzia. Era docile e obbediente seppur scarsa negli studi. Piano piano cessò il suo desiderio di tornare a casa e anche il grande affetto nei confronti della nonna. Decide di non amare più nessuno per dedicarsi completamente a Dio e infatti le sue compagne la infastidiscono con i loro turbamenti sentimentali. Desiderava rimanere per sempre “chiusa e senza contatto”.
Un giorno, dopo che i nonni erano già morti, si presentò al convento Maria, la donna che da bambina aveva accusato di maltrattamenti e Rita provò tanta avversione nel vederla che iniziò a dubitare della fermezza della sua carità. Tale sentimento di repulsione, del tutto inadatto al suo stato, fa sì che si insinuino i primi dubbi sulla sua vocazione. A farla dubitare ulteriormente di essa si aggiunge il fatto che negli ultimi tempi non si sente più tanto fredda, ma anzi sente ridestarsi una eco delle dolcezze e delle fantasie che provava una volta.
Don Giuseppe Scarpa scrive poi una lettera alla madre superiora del convento in cui risiede Rita. Le comunica della lettera ricevuta dalla ragazza, nonostante lei avesse chiesto di mantenere la massima segretezza al riguardo. Secondo lui la ragazza nutre i normali dubbi che tutte le novizie hanno prima di monacarsi e a suo dire non c'è da preoccuparsi. Chiede comunque un'opinione anche alla madre superiora. La madre superiora gli comunica di non preoccuparsi perché la ragazza è incline “ai riscaldi della mente, alle ubbie”, a cui non bisogna dare nessuna importanza perché la sua vocazione è comprovata e la sua anima è di fondo buona. Uscire dal convento sarebbe fatale per la sua esistenza.
Attraverso un'altra missiva, padre Giuseppe Scarpa rassicura Rita sulla sua vocazione, dicendole che Dio l'ha scelta e che anche lui da ragazzo ha avuto i suoi medesimi dubbi. Un'anonima novizia, compagna di Rita, scrive una lettera per denunciare il padre che ha minimizzato sulle perplessità della ragazza, liquidandola con una fredda predica. Riferisce peraltro che Rita da allora si è rassegnata al suo destino, timorosa di confessarsi alle madri, reprime i suoi veri sentimenti e finge di essere entusiasta della sua prossima monacazione. Ma la novizia afferma di aver assistito ad un suo sfogo sincero, testimonianza del fatto che sta mentendo e che la sua vocazione non è genuina. Il vescovo stabilisce allora che la monacazione sia rimandata di un mese e manda un segretario a condurre un'inchiesta nel convento.
Don Paolo Conti, il segretario, chiede a Giuseppe Scarpa di inviare al vescovo la lettera con cui Rita aveva esposto i suoi dubbi. Dopo aver condotto l'inchiesta Conti ne comunica l'esito al vescovo: dall'indagine è emerso che suore e novizie tutte condividono l'opinione secondo la quale Rita è nata per fare la monaca e dunque non sussiste una valida ragione per procrastinare ulteriormente la sua monacazione. Ma pochi giorni dopo Rita scrive a Conti di aver mentito spudoratamente quando è stata da lui interrogata; ritiene che la vita religiosa sia per lei come la morte. Conti le ordina allora di parlare apertamente con la madre superiora. Secondo lui la ragazza non ha mai voluto essere suora e ciò che ha scritto è frutto solo del gusto di esibire se stessa, di ostentare le sue malversazioni con il pretesto ipocrita di giustificarle. Quella che lei ha scambiato per vocazione religiosa non è altro che un mezzo per evitare di amare i suoi familiari. Rita è solo una grande ipocrita. La ragazza si offende e non capisce perché il fatto di essere stata sincera e la sua richiesta di aiuto siano state così respinte.
Scarpa ritiene di dover avvertire Conti che la madre superiora sa che Rita ha taciuto gran parte delle ragioni profonde per cui si era rifugiata in convento. Lo invita perciò ad indagare e Conti esorta allora la fanciulla ad esporgliele. Rita si rende conto del fatto che per non essere ritenuta una bugiarda deve raccontare tutto ciò che aveva taciuto, in primis il rapporto con la madre.
Racconta che dopo poco la morte dei nonni, ella aveva iniziato a mostrarle affetto ma più come una sorella/ amica e non come una madre. Dapprima si sente capita dalla madre ed è entusiasta di quell'interesse che dopo tanti anni finalmente le dimostrava. La preleva dal collegio quando lei ha solo 12 anni e ne fa la sua confidente. Il principale argomento di conversazione tra loro era il pettegolezzo sulle conoscenze della donna. La ragazza si convince di essere nata non per se stessa ma “per guidare e medicare le anime, e specialmente l'anima di sua madre. Trae quindi la conclusione che “ogni sua parola doveva avere soltanto una qualità, non quella di essere sincera, ma d'essere benefica e di medicare una piaga”, poiché la madre è una creatura debole. Rita un giorno inizia ad essere annoiata dei colloqui con la madre e a desiderare svaghi più naturali quali la compagnia di coetanei, i giochi, i vestiti, ecc. ma la madre riesce a convincerla che non sono passatempi degni di lei, così sensibile ed intelligente. Non la lascia mai uscire perché vorrebbe che fosse unicamente il suo sostegno; un giorno però la ragazza decide di uscire di nascosto quando la madre è in città e inizia a riallacciare i rapporti con quelle famiglie che erano state amiche dei nonni.
Nel bel mezzo di una confidenza, la madre inizia a parlare a Rita addirittura del suo amante, seppure indirettamente, per sapere se a parere di lei l'ama davvero. Ma quest'ultima si è innamorata a sua volta del figlio della signora Verdi, Giuliano, incontrato per caso un pomeriggio, ed è diventata insofferente ai racconti della madre. Anche di fronte ai comportamenti più eclatanti di un palese rifiuto da parte del signor X nei confronti della madre, Rita formula le spiegazioni più complesse per convincerla che anche quelli sono indizi di un profondo sentimento. La ragazza nutre per la madre un sentimento di amore-odio.
L'amato di Rita muore; in lei si accende un moto di rabbia nei confronti della madre, che l'ha sempre soffocata con le sue pene amorose, con i suoi problemi, ignorando completamente la figlia e i suoi sentimenti. Decide così di tornare in convento, dove la madre è contenta che torni, sentendosi tradita e ingannata dalle false speranze con cui la figlia l'aveva continuamente illusa. La disprezza e non desidera più rivederla.
Scarpa apprese le ragioni di Rita scrive a Elisa, sua madre, per convincerla a riaprirle le porte di casa sua, visto che ormai è chiaro che non può diventare suora. La madre racconta la sua versione dei fatti; l'amante le fece infatti sapere che l'aveva lasciata su implorazione di Rita, la quale riteneva che solo così la madre potesse salvarsi. Rita dal canto suo dice che la madre non le ha fatto altro che del male, l'ha diffamata con gli amici e con l'amante Giuliano. La madre minaccia poi di rivelare fatti ancora più incresciosi circa la colpa di Rita.
Ella però l'anticipa e in una lettera spiega il rapporto che aveva con Giuliano. Ciò che l'aveva colpita era la sua intransigenza morale, il suo animo puro, avulso dalla malsanità in cui invece era costretta Rita. Gli chiede continuamente di salvarla perché vuole una vita pulita e vivere con lui. I due programmano di scappare insieme. La madre di Rita ordina alla cameriera Zaira di scrivere una lettera a Don Paolo fingendo di scrivere a sua insaputa ma in realtà sotto sua dettatura; la donna però la strappa e ne scrive una di suo pugno perché vuol fargli sapere la verità pura.
In questa lettera racconta come 8 anni prima avesse sorpreso i 2 amanti, Rita e Giuliano, “che si tenevano come se lottassero in piedi” , come all'improvviso ci fu un colpo di fucile e l'uomo cadde a terra. La ragazza disse che era innocente ma che se la domestica avesse parlato di ciò che aveva visto tutti l'avrebbero accusata. Quando poi la ragazza andò in convento, la madre superiora volle convocare la cameriera per intimarla di non raccontare a nessuno di quella disgrazia perché Rita doveva restare in convento e diventare monaca. Tutti avrebbero dovuto mantenere il silenzio, compreso Don Paolo. Don Paolo pensa che Rita gli abbia scritto solo per fare sfoggio delle peggiori inclinazioni morali. Non vuole essere complice di un'assassina, la quale per salvarsi la pelle ed evitare una sanzione penale, ha scelto il convento, quale luogo di asilo, fingendo una vocazione inesistente. L'abbandona a se stessa, chiedendo che non faccia parola a nessuno della loro corrispondenza. Rita gli risponde ancora una volta perché vuole almeno potergli raccontare per filo e per segno la sua versione.
Riferisce di aver confidato della sua relazione con Giuliano alla cameriera, la quale si era presa molto a cuore la vicenda, tanto che divenne sua complice e consigliera nei momenti difficili. La volta in cui li sorprese insieme stavano litigando perché lui non era più disposto a scappare con lei e allora ella mentre cercava di aggrapparglisi addosso, sollevò il suo fucile da caccia, lo lasciò ricadere e a causa dell'urto partì il colpo. Si rintanò allora in camera sua fino all'arrivo della madre, alla quale nell'impeto del litigio confessò l'accaduto. La madre non la giustificò e quando arrivarono al convento disse alla madre superiora che dovevano tenerla rinchiusa per sempre. In primis, presa dallo spavento, anche lei acconsentì a quella soluzione, ma quando si rese conto che la sua vocazione non era genuina lo fece presente alla madre che per tutta risposta disse che se fosse uscita dal convento l'avrebbe denunciata.
Don Paolo, allora, impietositosi, stabilisce di farla uscire di nascosto dal convento. La ragazza viene fatta rifugiare nella casa di una donna, non lontana dal convento. Un giorno lei si affaccia per pochi istanti dalla finestra ma viene avvistata da una signora, la quale dopo aver avuto la certezza che la novizia era scappata, comunica la cosa al marito ed entrambi sono in dubbio se avvertire la madre superiora. L'uomo rimette la decisione a un suo amico, il quale avverte la madre superiora, la quale a sua volta informa Elisa Passi. Ella manda Giacomo, marito di Zaira, a prelevare Rita da quella casa per riportarla in convento. Intanto Don Paolo avverte Rita che sua madre ha incaricato Zaira di mettere in giro la voce della vera ragione per cui si era rifugiata in convento, affinché la polizia fosse indotta a ricercarla.
Don Paolo allora dapprima vorrebbe far emigrare Rita in un'altra città, ma poi si ravvede e capendo di aver esagerato, seppure sempre mosso dalla pietà verso la donna, rimette la faccenda al vescovo. Ma la fanciulla intanto spaventata chiede aiuto al vicino, dal quale vorrebbe essere rapita ed essere messa al sicuro. Il ragazzo si reca dunque nella casa dove lei si trova per sentire cosa abbia da dirgli. Qui però arriva prima Giacomo, che la vuole portare via contro la sua volontà, ed ella per tutta risposta lo uccide; viene quindi arrestata e condannata. Ella sostiene di averlo ucciso solo per difendersi dal momento che voleva riportarla in convento contro la sua volontà.
In carcere Rita scrive una lettera per riconciliarsi con la madre, nella quale le confessa di averla sempre amata e si rammarica di non essere mai stata capita da lei. Le due hanno un ultimo incontro, dopo il quale la madre si lascia andare sempre più, entrata in un impressionante stato di inerzia, l'ultimo stadio di un male che in lei progrediva da anni. Rita muore di polmonite, dopo aver scontato quasi un anno di carcere. La sua è una morte tranquilla, dopo essere stata una detenuta modello, docile e mansueta.

## Temi
A dispetto dei molti anni passati dalla stesura del romanzo e dall'ambientazione un po' datata, il libro mantiene una vivacità e un'attualità inattese. La narrazione resta avvincente, grazie alla graduale scoperta di retroscena inattesi: l'autore ci conduce ad un'introspezione nella psicologia dei personaggi, ai ricordi e alle emozioni ormai sedimentate nella loro memoria, con un'acutezza degna del miglior Georges Simenon. Così, mano a mano che si rivelano ulteriori particolari di un passato che si voleva dimenticare, sembra sempre più chiaro che ci si sta allontanando da ogni possibile soluzione.
La finzione delle lettere incrementa la combinazione pluriprospettica delle verità, cara a Piovene, e asseconda la categoria morale dell'ambiguità. Attraverso le lettere di Rita, tra reticenza e pietà, si delinea gradualmente la verità dei fatti, non quella dei sentimenti, su cui il giudizio rimarrà sospeso.
Il tema principale è quello della monacazione forzata di una giovane donna, di cui riscontriamo precedenti nella storia di Gertrude, narrata da Manzoni ne I promessi sposi, e in quella di Maria, narrata da Verga in Storia di una capinera.
Il romanzo epistolare permette di esporre verosimilmente una tematica dedicata ai percorsi dell'interiorità: pensieri, emozioni, incubi, desideri, ecc. ed è un genere molto caro ai lettori dell'800.
Fin dalla lettura del titolo si capisce che il romanzo è formato da un insieme di lettere, scritte da molteplici mittenti ad altrettanti destinatari: non c'è un'unica voce narrante. Questo espediente provoca la frantumazione e la conseguente moltiplicazione dei punti di vista. Il lettore è completamente destabilizzato perché i fatti sembrano assumere continuamente una piega diversa, in base alla versione di ciascun personaggio. Ben presto il fruitore del testo si rende conto che non può ricostruire la realtà dei fatti poiché può solo seguirne le interpretazioni che ne danno i vari personaggi. Non si ha la certezza di nulla, nemmeno alla fine del romanzo. Il lettore infatti resta con il dubbio se Rita sia una vittima o un'assassina.
Autenticità e menzogna si intrecciano e si contaminano a vicenda, poiché non hanno confini ben definiti. Ciò che contraddistingue i personaggi è la malafede, ossia la menzogna del profondo, quella che non consente di conoscere niente fino in fondo. Rita è la prima ad essere totalmente immersa nelle dinamiche della menzogna e alla fine ciò che si può dire di lei è che sia vittima di se stessa.

## Adattamenti
- Lettere di una novizia - film del 1960 diretto dal regista Alberto Lattuada.

## Edizioni
- Guido Piovene, Lettere di una novizia, Bompiani, 2005, ISBN 978-88-452-3477-4.